# Superclásico de las Américas de 2018
El Superclásico de las Américas de 2018 fue la quinta edición de esta competición sudamericana de carácter amistoso, disputada entre los seleccionados de fútbol de Argentina y Brasil. Por tercera vez, al tratarse de una fecha FIFA, los combinados participantes pudieron convocar a cualquier jugador que desearan los entrenadores, ya que en ediciones anteriores únicamente los que se desempeñan en la Primera División argentina o en la Serie A brasileña podían ser citados al encuentro (cabe destacar que esta regla solo aplica si el partido es jugado en el territorio de alguno de los dos países). Arabia Saudita fue la nación que actuó de anfitriona a través del King Abdullah Sports City de la ciudad de Yeda. 

## Sede
| Yeda                      |
| ------------------------- |
| King Abdullah Sports City |
|                           |
| Capacidad: 62 000         |

## Partido
El encuentro finalizó con una agónica victoria de la verdeamarela, que logró abrir el marcador con un solitario gol del defensor João Miranda en tiempo de descuento.
| 1     | POR   | Sergio Romero      |     |
| 3     | DEF   | Nicolás Tagliafico | 82' |
| 17    | DEF   | Nicolás Otamendi   |     |
| 6     | DEF   | Germán Pezzella    |     |
| 26    | DEF   | Renzo Saravia      |     |
| 5     | MED   | Leandro Paredes    |     |
| 30    | MED   | Rodrigo Battaglia  |     |
| 20    | MED   | Giovani Lo Celso   | 73' |
| 11    | DEL   | Ángel Correa       | 67' |
| 9     | DEL   | Mauro Icardi       | 88' |
| 21    | DEL   | Paulo Dybala       | 58' |
| D. T. | D. T. | Lionel Scaloni     |     |

| 1     | POR   | Alisson Becker    |     |
| 16    | DEF   | Filipe Luís       |     |
| 3     | DEF   | Miranda           |     |
| 13    | DEF   | Marquinhos        |     |
| 2     | DEF   | Danilo            | 53' |
| 11    | MED   | Philippe Coutinho |     |
| 5     | MED   | Casemiro          |     |
| 15    | MED   | Arthur            |     |
| 10    | DEL   | Neymar            |     |
| 20    | DEL   | Roberto Firmino   |     |
| 9     | DEL   | Gabriel Jesus     | 65' |
| D. T. | D. T. | Tite              |     |

| 27 | DEL | Lautaro Martínez | 58' |
| 7  | MED | Roberto Pereyra  | 67' |
| 18 | DEL | Eduardo Salvio   | 73' |
| 8  | DEF | Marcos Acuña     | 82' |
| 19 | DEL | Giovanni Simeone | 88' |

| 14 | MED | Fabinho     | 53' |
| 7  | DEL | Richarlison | 65' |

| 90+3' | Miranda | 0:1 |

| 18' · 62' · 64' · 69' · 84' | Leandro Paredes Ángel Correa Giovani Lo Celso Renzo Saravia Rodrigo Battaglia |

| 66' · 71' | Neymar Miranda |

| Principal  | Felix Brych |
| Asistentes | Mark Borsch |
|            | Stefan Lupp |
| Cuarto     | Marzo Fritz |

|                    |     |     |
| Tiros              | 11  | 13  |
| Tiros a puerta     | 1   | 4   |
| Faltas             | 21  | 14  |
| Saques de esquina  | 2   | 4   |
| Penaltis           | 0   | 0   |
| Fueras de juego    | 1   | 3   |
| Posesión del balón | 37% | 63% |

| Alineación inicial |

| 1     | POR   | Sergio Romero      |     |
| 3     | DEF   | Nicolás Tagliafico | 82' |
| 17    | DEF   | Nicolás Otamendi   |     |
| 6     | DEF   | Germán Pezzella    |     |
| 26    | DEF   | Renzo Saravia      |     |
| 5     | MED   | Leandro Paredes    |     |
| 30    | MED   | Rodrigo Battaglia  |     |
| 20    | MED   | Giovani Lo Celso   | 73' |
| 11    | DEL   | Ángel Correa       | 67' |
| 9     | DEL   | Mauro Icardi       | 88' |
| 21    | DEL   | Paulo Dybala       | 58' |
| D. T. | D. T. | Lionel Scaloni     |     |

| 1     | POR   | Alisson Becker    |     |
| 16    | DEF   | Filipe Luís       |     |
| 3     | DEF   | Miranda           |     |
| 13    | DEF   | Marquinhos        |     |
| 2     | DEF   | Danilo            | 53' |
| 11    | MED   | Philippe Coutinho |     |
| 5     | MED   | Casemiro          |     |
| 15    | MED   | Arthur            |     |
| 10    | DEL   | Neymar            |     |
| 20    | DEL   | Roberto Firmino   |     |
| 9     | DEL   | Gabriel Jesus     | 65' |
| D. T. | D. T. | Tite              |     |

| 27 | DEL | Lautaro Martínez | 58' |
| 7  | MED | Roberto Pereyra  | 67' |
| 18 | DEL | Eduardo Salvio   | 73' |
| 8  | DEF | Marcos Acuña     | 82' |
| 19 | DEL | Giovanni Simeone | 88' |

| 14 | MED | Fabinho     | 53' |
| 7  | DEL | Richarlison | 65' |

| 90+3' | Miranda | 0:1 |

| 18' · 62' · 64' · 69' · 84' | Leandro Paredes Ángel Correa Giovani Lo Celso Renzo Saravia Rodrigo Battaglia |

| 66' · 71' | Neymar Miranda |

| Principal  | Felix Brych |
| Asistentes | Mark Borsch |
|            | Stefan Lupp |
| Cuarto     | Marzo Fritz |

|                    |     |     |
| Tiros              | 11  | 13  |
| Tiros a puerta     | 1   | 4   |
| Faltas             | 21  | 14  |
| Saques de esquina  | 2   | 4   |
| Penaltis           | 0   | 0   |
| Fueras de juego    | 1   | 3   |
| Posesión del balón | 37% | 63% |

| Alineación inicial |

| 1     | POR   | Sergio Romero      |     |
| 3     | DEF   | Nicolás Tagliafico | 82' |
| 17    | DEF   | Nicolás Otamendi   |     |
| 6     | DEF   | Germán Pezzella    |     |
| 26    | DEF   | Renzo Saravia      |     |
| 5     | MED   | Leandro Paredes    |     |
| 30    | MED   | Rodrigo Battaglia  |     |
| 20    | MED   | Giovani Lo Celso   | 73' |
| 11    | DEL   | Ángel Correa       | 67' |
| 9     | DEL   | Mauro Icardi       | 88' |
| 21    | DEL   | Paulo Dybala       | 58' |
| D. T. | D. T. | Lionel Scaloni     |     |

| 1     | POR   | Alisson Becker    |     |
| 16    | DEF   | Filipe Luís       |     |
| 3     | DEF   | Miranda           |     |
| 13    | DEF   | Marquinhos        |     |
| 2     | DEF   | Danilo            | 53' |
| 11    | MED   | Philippe Coutinho |     |
| 5     | MED   | Casemiro          |     |
| 15    | MED   | Arthur            |     |
| 10    | DEL   | Neymar            |     |
| 20    | DEL   | Roberto Firmino   |     |
| 9     | DEL   | Gabriel Jesus     | 65' |
| D. T. | D. T. | Tite              |     |

| 27 | DEL | Lautaro Martínez | 58' |
| 7  | MED | Roberto Pereyra  | 67' |
| 18 | DEL | Eduardo Salvio   | 73' |
| 8  | DEF | Marcos Acuña     | 82' |
| 19 | DEL | Giovanni Simeone | 88' |

| 14 | MED | Fabinho     | 53' |
| 7  | DEL | Richarlison | 65' |

| 90+3' | Miranda | 0:1 |

| 18' · 62' · 64' · 69' · 84' | Leandro Paredes Ángel Correa Giovani Lo Celso Renzo Saravia Rodrigo Battaglia |

| 66' · 71' | Neymar Miranda |

| Principal  | Felix Brych |
| Asistentes | Mark Borsch |
|            | Stefan Lupp |
| Cuarto     | Marzo Fritz |

|                    |     |     |
| Tiros              | 11  | 13  |
| Tiros a puerta     | 1   | 4   |
| Faltas             | 21  | 14  |
| Saques de esquina  | 2   | 4   |
| Penaltis           | 0   | 0   |
| Fueras de juego    | 1   | 3   |
| Posesión del balón | 37% | 63% |

| Alineación inicial |

| 1     | POR   | Sergio Romero      |     |
| 3     | DEF   | Nicolás Tagliafico | 82' |
| 17    | DEF   | Nicolás Otamendi   |     |
| 6     | DEF   | Germán Pezzella    |     |
| 26    | DEF   | Renzo Saravia      |     |
| 5     | MED   | Leandro Paredes    |     |
| 30    | MED   | Rodrigo Battaglia  |     |
| 20    | MED   | Giovani Lo Celso   | 73' |
| 11    | DEL   | Ángel Correa       | 67' |
| 9     | DEL   | Mauro Icardi       | 88' |
| 21    | DEL   | Paulo Dybala       | 58' |
| D. T. | D. T. | Lionel Scaloni     |     |

| 1     | POR   | Alisson Becker    |     |
| 16    | DEF   | Filipe Luís       |     |
| 3     | DEF   | Miranda           |     |
| 13    | DEF   | Marquinhos        |     |
| 2     | DEF   | Danilo            | 53' |
| 11    | MED   | Philippe Coutinho |     |
| 5     | MED   | Casemiro          |     |
| 15    | MED   | Arthur            |     |
| 10    | DEL   | Neymar            |     |
| 20    | DEL   | Roberto Firmino   |     |
| 9     | DEL   | Gabriel Jesus     | 65' |
| D. T. | D. T. | Tite              |     |

| 27 | DEL | Lautaro Martínez | 58' |
| 7  | MED | Roberto Pereyra  | 67' |
| 18 | DEL | Eduardo Salvio   | 73' |
| 8  | DEF | Marcos Acuña     | 82' |
| 19 | DEL | Giovanni Simeone | 88' |

| 14 | MED | Fabinho     | 53' |
| 7  | DEL | Richarlison | 65' |

| 90+3' | Miranda | 0:1 |

| 18' · 62' · 64' · 69' · 84' | Leandro Paredes Ángel Correa Giovani Lo Celso Renzo Saravia Rodrigo Battaglia |

| 66' · 71' | Neymar Miranda |

| Principal  | Felix Brych |
| Asistentes | Mark Borsch |
|            | Stefan Lupp |
| Cuarto     | Marzo Fritz |

|                    |     |     |
| Tiros              | 11  | 13  |
| Tiros a puerta     | 1   | 4   |
| Faltas             | 21  | 14  |
| Saques de esquina  | 2   | 4   |
| Penaltis           | 0   | 0   |
| Fueras de juego    | 1   | 3   |
| Posesión del balón | 37% | 63% |

| Alineación inicial |

| Bandera de Brasil         |
| Campeón Brasil 4.º título |

## Cobertura Televisiva
- Argentina: TyC Sports

- Brasil: Rede Globo